# Kevin Schon
Kevin Schon (San Diego, Kalifornia, 1958. február 7. –) amerikai komikus, színész, producer.
Elsősorban videójátékok, mozifilmek és tv-műsorok szinkronhangjaként ismert. Legismertebb szerepét a Timon és Pumbaa című sorozatban játszotta, ahol a nézők Timon szinkronhangjaként ismerhették meg.

## Filmszerepei
- Csupasz igazság (1992)
- Tini nindzsa teknőcök (1992-1993)
- A kutyánk (1993)
- Egy rém rendes család (1993-1995)
- Creepy Crawlers (1994-1995)
- A kullancs (1994-1996)
- Timon és Pumbaa (1995-1999)
- Timon és Pumbaa a Föld körül (1996)
- A hihetetlen Hulk (1996)
- Hogyisvanez család (1996)
- Jumanji (1996-1998)
- Hódító hódok (1997)
- 101 kiskutya (1997-1998)
- Fecsegő tipegők (1998)
- Boci és Pipi (1998)
- Én vagyok Menyus (1998)
- Zorro (1997-1998)
- A legdinkább diótörő (1999)
- Mickey varázslatos karácsonya: Hórabság az Egértanyán (2001)
- Mickey egér klubja (2001-2003)
- Balto 2. – Farkaskaland (2002)
- Tanárok kedvence (2002)
- Stuart Little, kisegér (2003)
- Az oroszlánkirály 3. – Hakuna Matata (2004)
- Balto 3. – A változás szárnyai (2004)
- Stuart Little, kisegér 3. – A vadon hívása (2005)
- Az égig érő paszuly (2009)
- Bubbi Guppik (2013-2015)
- State of State (2014-2015)
- Szófia hercegnő (2015)
- Az Oroszlán őrség (2016-2019)

## Fordítás
- Ez a szócikk részben vagy egészben  a   Kevin Schon című angol Wikipédia-szócikk fordításán alapul.  Az eredeti cikk szerkesztőit annak laptörténete sorolja fel. Ez a jelzés csupán a megfogalmazás eredetét és a szerzői jogokat jelzi, nem szolgál a cikkben szereplő információk forrásmegjelöléseként.